# Білий хрест (хімічна зброя)
Бі́лий хрест (нім. Weißkreuz, Weißkreuzkampfstoff) — маркування на німецьких хімічних снарядах часів Першої світової війни, які містили суміші на основі речовин сльозогінної дії (лакриматорів). До хімічних агентів, якими споряджувалися снаряди типу білий хрест, належать хлороацетон, бромоацетон, ксилілбромід, бензилбромід, бромометилетилкетон.